# Acacia rhodoxylon
Acacia rhodoxylon är en ärtväxtart som beskrevs av Joseph Henry Maiden. Acacia rhodoxylon ingår i släktet akacior, och familjen ärtväxter. Inga underarter finns listade i Catalogue of Life.

## Bildgalleri

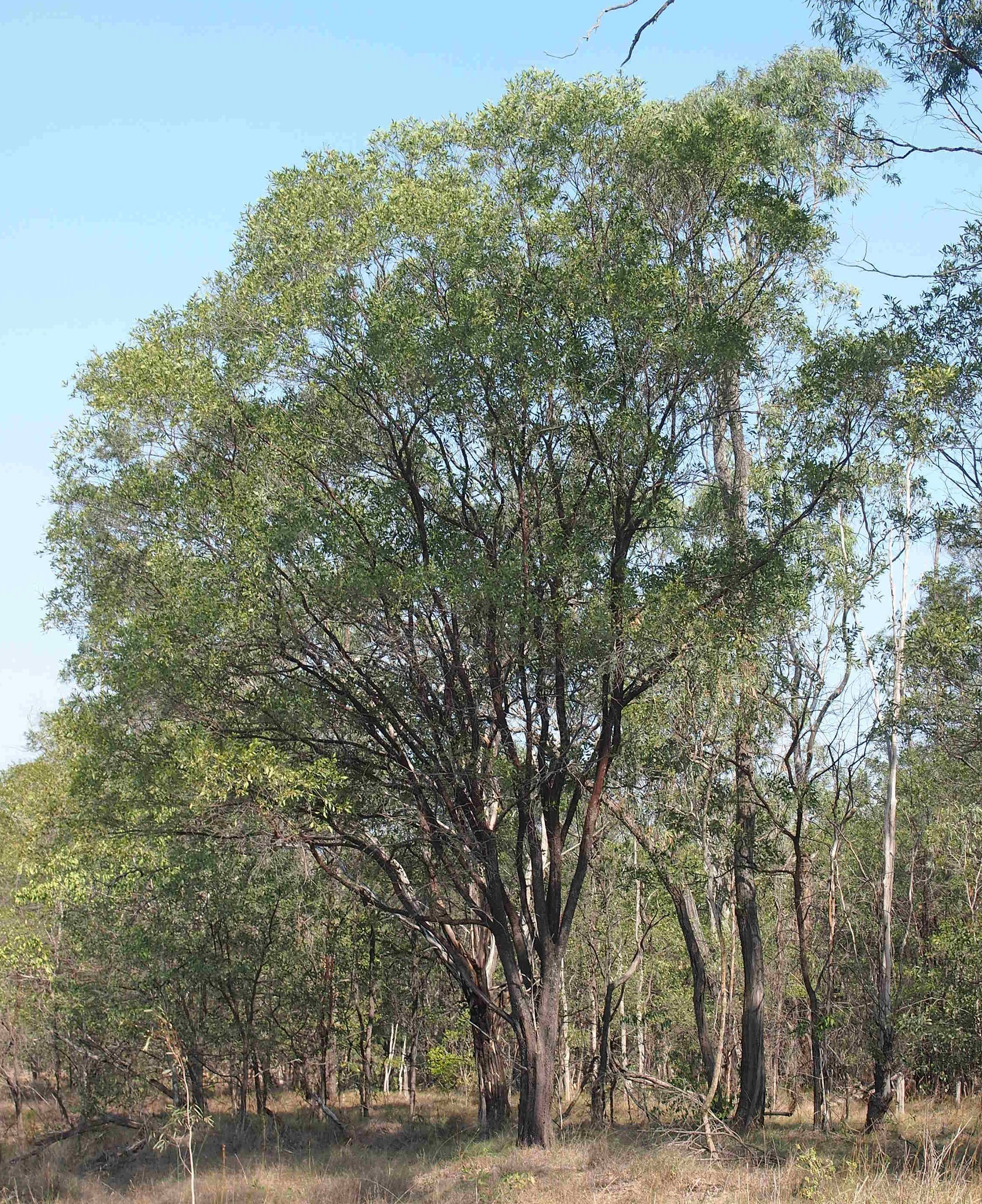
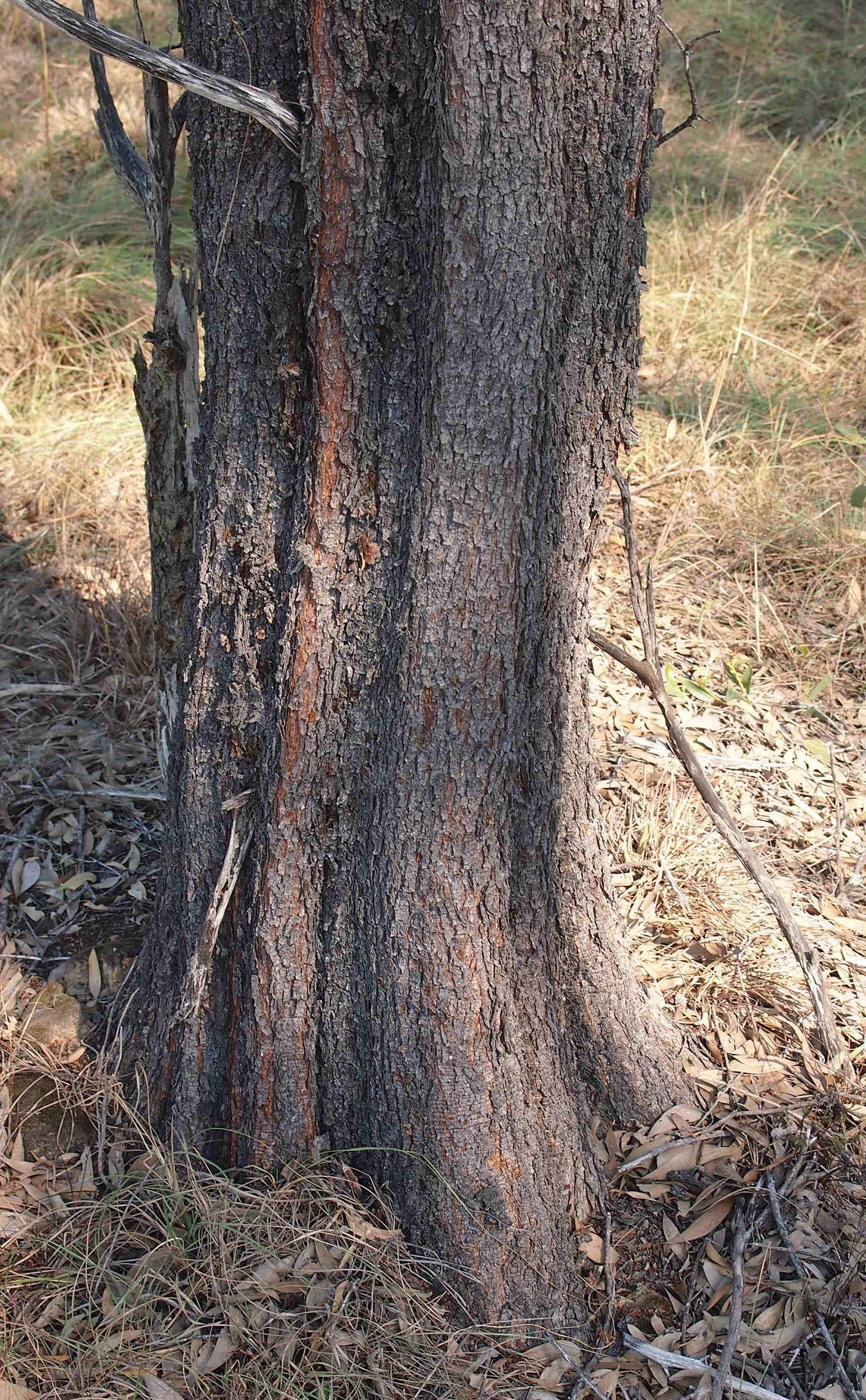